# Тиристорный коммутатор

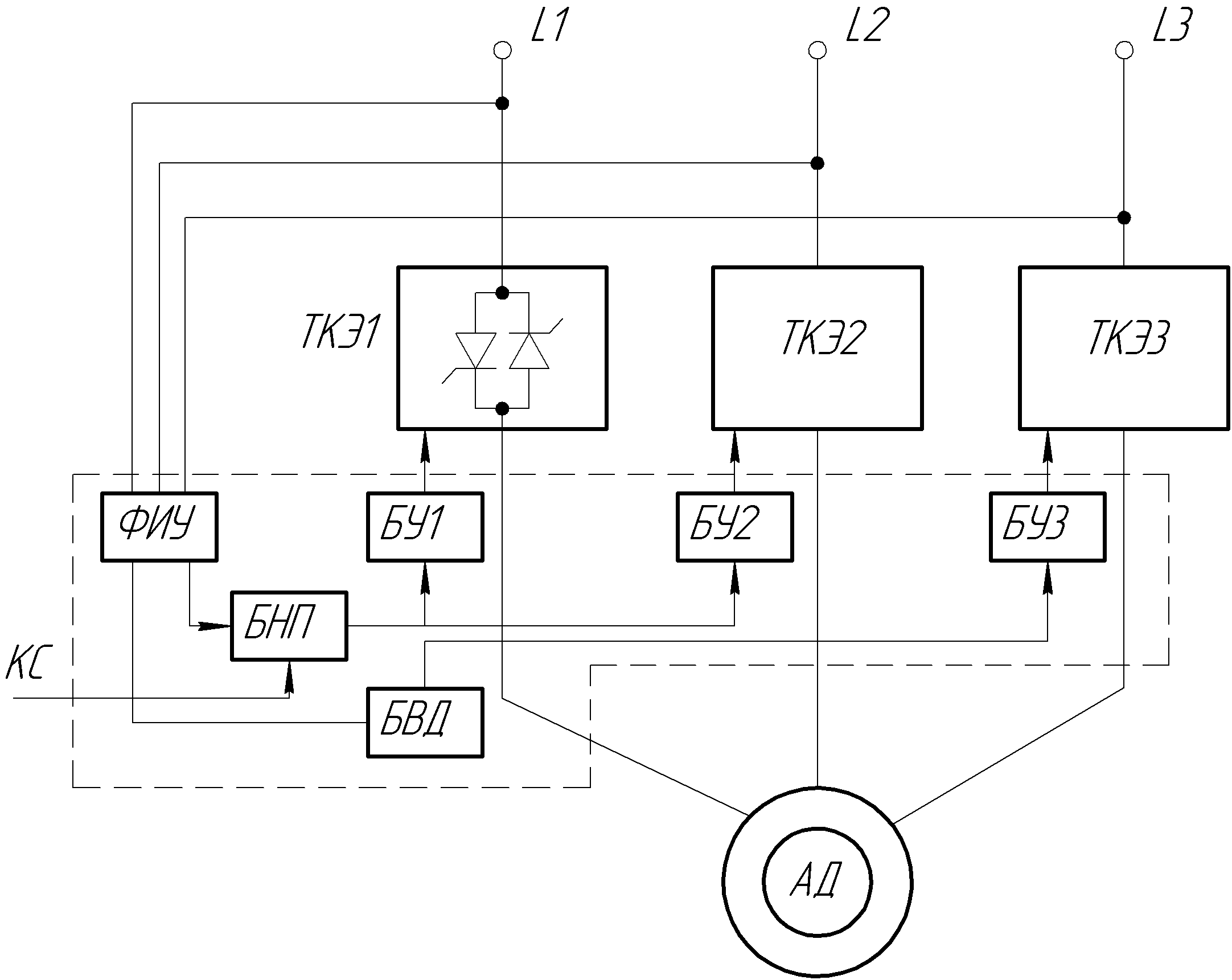
Функциональная схема тиристорного коммутатора c фазовым управлением
ТКЭ1, ТКЭ2, ТКЭ3 — тиристорный коммутирующий элемент; БУ1, БУ2, БУ3 — блоки управления силовыми ключами; БНП — блок создания начального поля; ФИУ — фазоизмерительное устройство; КС — командный сигнал включения; БВД — блок включения двигателя; АД — асинхронный двигатель

Тиристорный коммутатор — электронное устройство, предназначенное для управления электрическими нагрузками. В качестве силовых элементов используются тиристоры или симисторы.
Тиристорные коммутаторы позволяют задавать требуемый темп изменения приложенного напряжения в цепи нагрузки а также создавать необходимые начальные условия при включении нагрузки.

## Принцип действия тиристорного коммутатора с фазовым регулированием
На приведенной функциональной схеме представлен коммутатор с фазовым регулированием. Каждая фаза двигателя управляется тиристорными коммутирующими элементами ТКЭ, в качестве которых могут быть использованы два тиристора, включенные встречно-параллельно, или симметричный тиристор. Блоки управления тиристорными коммутаторами двух фаз БУ1 и БУ2 включаются блоками создания начального поля БНП в момент достижения максимума напряжения между фазами L2 и L3, что контролируется по нулю напряжения фазы L1 фазоизмерительным устройством ФИУ. Момент подключения третьей фазы двигателя также определяется блоком ФИУ по нулю линейного напряжения фаз L2 и L3. Тиристорный элемент ТКЭЗ открывается при подаче сигнала через блок включения двигателя БВД. Первоначальная команда на включение двигателя создается сигналом КС.

## Характеристики различных систем тиристорных коммутаторов
| Схема | Область применения       | Передаточный коэффициент преобразователя Ксх.=Ет.п.×m/Еф. | m  |
|       | до 10 кВт                | 0,9                                                       | 2  |
|       | до 50 кВт                | 1,17                                                      | 3  |
|       | до 3000 кВт              | 2,34                                                      | 6  |
|       | приводы большой мощности | 1,17                                                      | 6  |
|       | приводы большой мощности | 2,34                                                      | 12 |
|       | приводы большой мощности | 4,68                                                      | 12 |

## Применение
Применяются в устройствах плавного пуска, частотно-регулируемых приводах, тиристорных регуляторах мощности, на транспорте в системах управления тяговыми электродвигателями.